# Campeonato Cearense 2016
In 2016 werd het 102de Campeonato Cearense gespeeld voor voetbalclubs uit Braziliaanse staat Ceará. De competitie werd georganiseerd door de FCF en werd gespeeld van 16 januari tot 8 mei. Fortaleza werd kampioen.

## Eerste fase

### Groep A1
| Plaats | Club       | Wed. | W | G | V | Saldo | Ptn. |
| ------ | ---------- | ---- | - | - | - | ----- | ---- |
| 1.     | Fortaleza  | 8    | 6 | 1 | 1 | 19:8  | 19   |
| 2.     | Uniclinic  | 8    | 6 | 0 | 2 | 13:9  | 18   |
| 3.     | Maranguape | 8    | 3 | 1 | 4 | 11:12 | 10   |
| 4.     | Icasa      | 8    | 1 | 2 | 5 | 8:15  | 5    |
| 5.     | Itapipoca  | 8    | 1 | 2 | 5 | 3:10  | 5    |

|  | Gekwalificeerd voor tweede fase |
|  | Naar degradatiegroep            |

### Groep A2
| Plaats | Club                | Wed. | W | G | V | Saldo | Ptn. |
| ------ | ------------------- | ---- | - | - | - | ----- | ---- |
| 1.     | Ceará               | 8    | 7 | 0 | 1 | 14:3  | 21   |
| 2.     | Guarani de Juazeiro | 8    | 4 | 2 | 2 | 10:6  | 14   |
| 3.     | Guarany de Sobral   | 8    | 4 | 1 | 3 | 7:7   | 13   |
| 4.     | Tiradentes          | 8    | 1 | 3 | 4 | 5:10  | 6    |
| 5.     | Quixadá             | 8    | 0 | 2 | 6 | 2:12  | 2    |

|  | Gekwalificeerd voor tweede fase |
|  | Naar degradatiegroep            |

## Tweede fase

### Groep B1
| Plaats | Club       | Wed. | W | G | V | Saldo | Ptn. |
| ------ | ---------- | ---- | - | - | - | ----- | ---- |
| 1.     | Fortaleza  | 6    | 3 | 2 | 1 | 7:3   | 11   |
| 2.     | Uniclinic  | 6    | 2 | 1 | 3 | 4:9   | 7    |
| 3.     | Maranguape | 6    | 0 | 2 | 4 | 2:9   | 2    |

|  | Geplaatst voor derde fase |

### Groep B2
| Plaats | Club                | Wed. | W | G | V | Saldo | Ptn. |
| ------ | ------------------- | ---- | - | - | - | ----- | ---- |
| 1.     | Guarani de Juazeiro | 6    | 3 | 2 | 1 | 4:2   | 11   |
| 2.     | Guarany de Sobral   | 6    | 3 | 0 | 3 | 5:6   | 9    |
| 3.     | Ceará               | 6    | 2 | 3 | 1 | 12:5  | 9    |

|  | Geplaatst voor derde fase |

### Degradatiegroep
| Plaats | Club       | Wed. | W | G | V | Saldo | Ptn. |
| ------ | ---------- | ---- | - | - | - | ----- | ---- |
| 1.     | Tiradentes | 6    | 5 | 0 | 1 | 12:3  | 15   |
| 2.     | Itapipoca  | 6    | 3 | 1 | 2 | 12:7  | 10   |
| 3.     | Quixadá    | 6    | 3 | 1 | 2 | 11:7  | 10   |
| 4.     | Icasa      | 6    | 0 | 0 | 6 | 3:21  | 0    |

|  | Gekwalificeerd voor Campeonato Cearense 2017 |
|  | Degradatie                                   |

## Derde fase
In geval van gelijkspel wint de club met het beste resultaat in de competitie.
|  | Halve finale        | Halve finale | Halve finale |   |           | Finale | Finale | Finale |
|  |                     |              |              |   |           |        |        |        |
|  | Fortaleza           | 3            | 4            |   |           |        |        |        |
|  | Guarany de Sobral   | 1            | 4            |   |           |        |        |        |
|  | Guarany de Sobral   | 1            | 4            |   | Fortaleza | 4      | 1      |        |
|  |                     |              |              |   | Fortaleza | 4      | 1      |        |
|  |                     | Uniclinic    | 1            | 0 |           |        |        |        |
|  | Uniclinic           | Uniclinic    | 1            | 0 | 2         | 0      |        |        |
|  | Uniclinic           |              |              |   | 2         | 0      |        |        |
|  | Guarani de Juazeiro | 0            | 2            |   |           |        |        |        |

Details finale
|            |              |       |                                            |                              |
| 1 mei Heen | Uniclinic    | 1 – 4 | Fortaleza                                  | Presidente Vargas, Fortaleza |
| 1 mei Heen | Marcelão 55' |       | 4' Lima 35' Anselmo 46' Juninho 82' Edimar | Presidente Vargas, Fortaleza |

| Uniclinic | Fortaleza |

|             |                      |       |           |                     |
| 8 mei Terug | Fortaleza            | 1 – 0 | Uniclinic | Castelão, Fortaleza |
| 8 mei Terug | André Lima 77' (own) |       |           | Castelão, Fortaleza |

| Fortaleza | Uniclinic |

### Kampioen
| Campeonato Cearense de 2016    |
| Ceará                          |
| ------------------------------ |
| FORTALEZA Kampioen (41° titel) |